# Sabal etonia
Sabal etonia är en enhjärtbladig växtart som beskrevs av Walter Tennyson Swingle och George Valentine Nash. Sabal etonia ingår i släktet Sabal och familjen Arecaceae. Inga underarter finns listade i Catalogue of Life.

## Bildgalleri

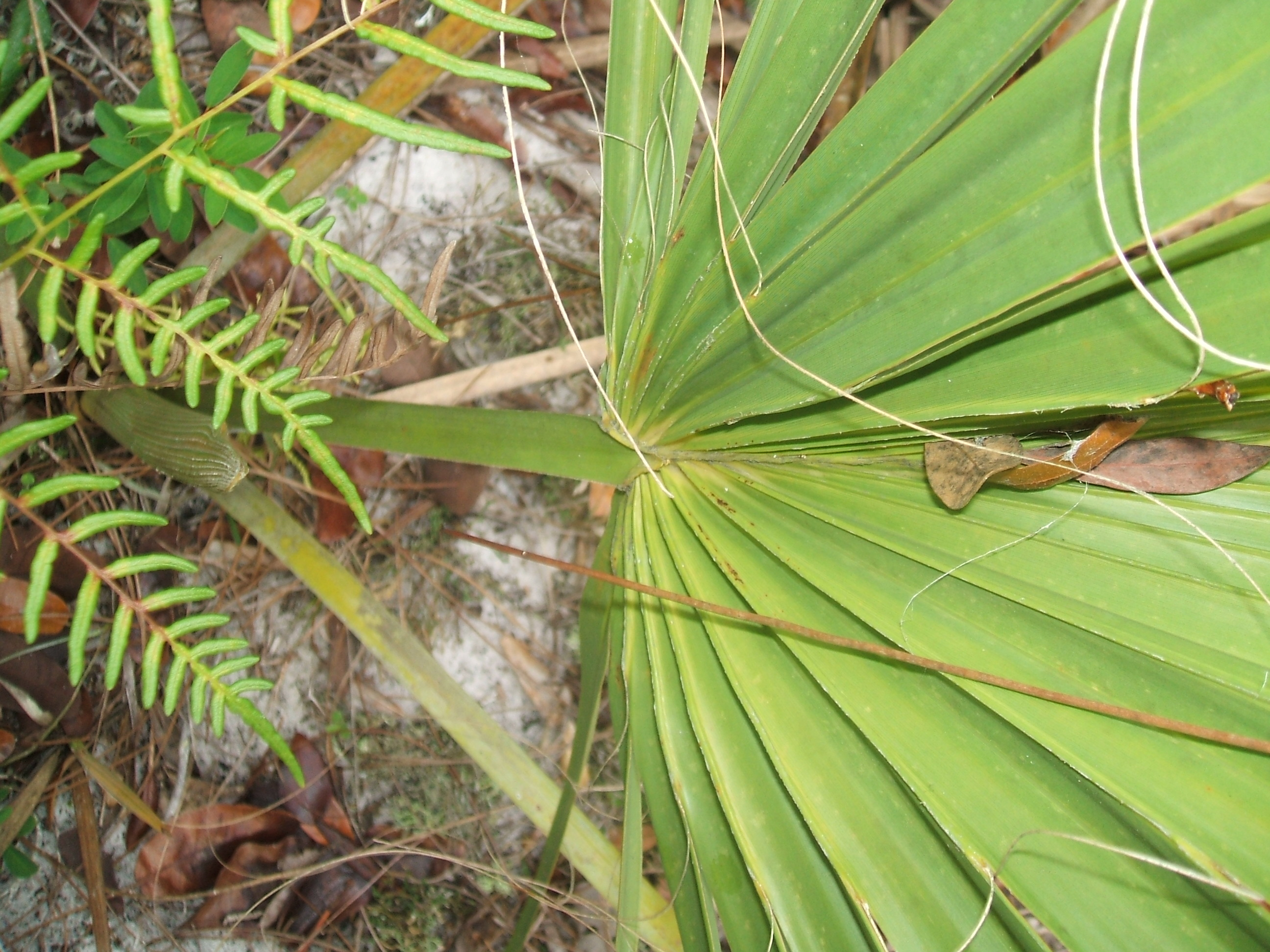